# کمرباریک
ترانهٔ یار مَست‌شاهی یا کمرباریک یا یار تاجیک مربوط به ۶۰ تا ۹۰ سال پیش در ۱۹۲۵ میلادی از سروده‌های ابوالقاسم لاهوتی است. 
این ترانه توسط خوانندگان متعددی از جمله فرامرز آصف، ظاهر هویدا، امیر سرایی و نسیم هاشمی اجرا شد و بسیاری از مردم به باور اشتباه سراینده این ترانه را ظاهر هویدا می‌پندارند. ظاهر هویدا پس از قسمت  «شام تاریک من» که به معنی شب تاریک من است و در تضادش باید صبح باشد به جای اینکه بگوید «صبح و صفا کن» اشتباها می‌گوید «صلح و صفا کن» و این اشتباه را رایج کرد. در ساختمان رادیو و تلویزیون ملی تاجیکستان در شهر دوشنبه نخستین نسخهٔ اجرا شدهٔ این ترانه با مدت ۲ دقیقه و ۱۵ ثانیه با خوانندگی تحفه فاضلُوا و انور ملا قندُف و رهبری ارکستر سرکیسُف از گروه سازهای ملی تاجیکستان موجود است.

## سرایش
عبدالخالق نبوی، پژوهشگر ادبیات «انستیتوت زبان، ادبیات، شرق‌شناسی و میراث خطی بنام رودکی» می‌گوید که از سلسله‌بانو همسر وی روایت است که زمانی که لاهوتی در قطار با خانمی به نام «گل مومنوا» که یک دختر مست‌شاهی بوده آشنا می‌شود از او می‌شنود که در زادگاه وی، مست‌شاه، وقتی پسر و دختر عاشق می‌شوند، در زمان ملاقات برای یکدیگر شعر می‌گویند و این برای لاهوتی الهام‌بخش این شعر می‌شود. از اشتباهات رایج عموم مردم دربارهٔ این شعر دو اصطلاح «صلح و صفا کن» و «دو تا زلف پریشان» هستند که در واقع در شعر اصلی «صبح و صفا کن» و «تو تا زلف پریشان» بوده‌اند.
مست‌شاه، در رشته‌کوه زرافشان تاجیکستان واقع است و دلشاد رحیمُف مردم‌شناس انستیتوت شرق‌شناسی تاجیکستان می‌گوید این منطقه مردمی سُغدی‌تبار دارد که در دوران باستانی تاجیکستان از سمرقند و بخارا به سمت کوهستان مهاجرت کردند. این منطقه به مناظر زیبا و مردم زیبارو به ویژه گل‌دختران مست‌شاه با لباس‌های محلی مشهور است.

## متن
| یار مست‌شاهی‌ام، بت تاجیک من                               |
| کمر باریک من، بیا نزدیک من، شام تاریک من                 |
| «صبح و صفا» کن جفا دیگر بس است                           |
| آخر وفا کن یار مست‌شاهی                                   |
| «تو تا» زلف پریشان شانه کردی، مرا یکبارگی دیوانه کردی    |
| اگر جادو نه ای پنهان ز مردم، در دل تنگ من، چون خانه کردی |
| یار مست‌شاهی                                              |